# Transición (cuento)
Transición (Transition, 11 de diciembre de 1913) es un cuento escrito por el autor Algernon Blackwood quien se caracterizó por sus obras fantásticas y por su gran admiración hacia el ocultismo. Publicó unas diez antologías de cuentos y escribió algunas novelas. Un cuento corto de horror y misterio con una narrativa de intriga creciente.

## Sinopsis
Un hombre ordinario compra regalos de Navidad para su familia. Al cabo de un tiempo es atacado en un callejón por unos seres extraños con ojos color de fuego. Sin embargo, consigue salvarse alcanzando la otra acera. Se levanta preocupado por el estado de los regalos, comprueba que todo está en orden y reemprende la marcha anonadado todavía por el ataque. Al llegar a su casa descubre una gran cantidad de gente, que le es por completo familiar. En un principio supone es una fiesta sorpresa, pero gradualmente se percata que su familia lo ignora y otros asistentes son personas ya fallecidas tiempo atrás. Es entonces cuando descubre su estado actual.